# XVII Cos d'Exèrcit (Bàndol republicà)
El XVII Cos d'Exèrcit va ser una formació militar pertanyent a l'Exèrcit Popular de la República que va lluitar durant la Guerra Civil Espanyola. Va arribar a operar inicialment al front del Nord, format per tropes del front asturià. Seria recreat novament en 1938, i participà en les batalles de Llevant i Peñarroya.

## Historial
La unitat va ser creada el 6 d'agost de 1937 a partir de la militarització de l'antic III Cos d'Exèrcit asturià. Va quedar sota el comandament del tinent coronel Javier Linares Aranzabe, comptant amb el comandant de carabiners Claudio Martín-Barco Huertas com a cap d'Estat Major i amb el socialista Avelino Roces Cortina com a comissari. El XVII Cos va arribar participar en la batalla de Santander, sofrint pèrdues significatives. De cara a la ofensiva d'Astúries la unitat comptava amb 35000 homes, 600 metralladores i 150 peces d'artilleria. Les forces republicanes a Astúries van resistir fins a finals d'octubre, quan el front es va esfondrar.
La unitat va ser recreada en la primavera de 1938, composta per les divisions 51a, 52a i 53a i dependent del Grup d'Exèrcits de la Regió Central (GERC). El 5 de maig el comandament de la formació va ser lliurat al tinent coronel Carlos García Vallejo. En els seus inicis la unitat va estar en fase de formació en la zona centre, a partir de nous reclutes. El XVII Cos d'Exèrcit prendria part en la campanya de Llevant, al front de la qual front va ser enviat per a resistir l'ofensiva franquista que pretenia prendre València. Agrupant les divisions 19a, 25a i 40a, la formació va ocupar les seves posicions en el sector terolenc de Gaibiel-Caudiel. Inicialment el XVII Cos va resistir les envestides enemigues, que tractaven d'encerclar-lo en l'anomenada «bossa de Caudiel». La pressió enemiga, no obstant això, va acabar provocant que el 14 de juliol rebés ordres de retirar-se, la qual cosa va suposar la caiguda de Mora de Rubielos i la Serra del Toro; no obstant això, sota la cobertura del XXII Cos d'Exèrcit —que va llançar potents contraatacs—, va poder retirar-se ordenadament fins a aconseguir les posicions defensives de la línia XYZ. Després del començament de la batalla de l'Ebre es va estabilitzar la situació en Llevant.
Al començament de 1939 el XVII Cos, que llavors agrupava les divisions 19a, 64a i 73a, es trobava desplegat en terres de Jaén. Estava previst que prengués part en la prevista ofensiva republicana al front d'Extremadura-Còrdova. Va intervenir en la batalla de Peñarroya, actuant en l'exterior de la bossa republicana.
Cap al final de la contesa el XVII es trobava situat en reserva. García Vallejo va arribar a donar suport al cop de Casado, si bé la seva unitat no va prendre part en cap combat. La unitat es va autodissoldre en els últims dies de la guerra, al març de 1939.

## Comandaments
Comandants
- tinent coronel Carlos García Vallejo;

Comissaris
- Mariano Mayordomo Fernández, del PSOE;[13]
- Amando Príncipe Gutiérrez;

Caps d'Estat Major
- coronel d'infanteria Narciso Sánchez Aparicio;[14]
- major de milícies Feliciano Romero Aparicio;
- tinent coronel d'infanteria Ángel García Rollán;[1]
- comandant d'infanteria Ricardo de Luis Calduch;

## Ordre de batalla
| Data                 | Exèrcit adscrit    | Divisions integrades | Front de batalla |
| Agost de 1937        | Exèrcit del Nord   | 59a, 60a, 61a i 62a  | Astúries         |
|                      |                    |                      |                  |
| 30 d'abril de 1938   | Reserva del GERC   | 51a, 52a i 53a       | Reserva general  |
| 4 de juliol de 1938  | Exèrcit de Llevant | 19a, 25a i 40a       | Llevant          |
| 21 de juliol de 1938 | Exèrcit de Llevant | 19a, 25a, 40a i 65a  | Llevant          |
| 19 d'agost de 1938   | Exèrcit de Llevant | 40a, 25a i 19a       | Reserva          |
| 31 d'octubre de 1938 | —                  | 19a i 64a            | Reserva general  |
| Novembre de 1938     | —                  | 19a, 25a i 64a       | Reserva general  |
| Gener de 1939        | Reserva del GERC   | 19a, 64a i 73a       | Còrdova          |